# Reliant Regal

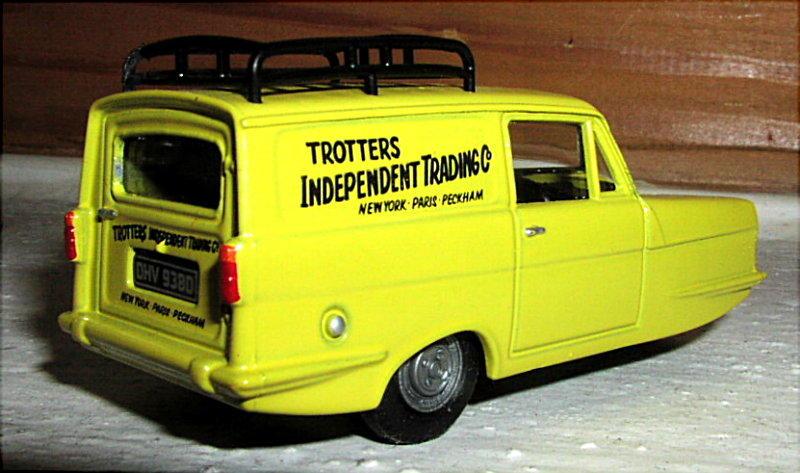
Modell (1:43) des Reliant Regal Supervan III aus der TV-Serie Only Fools and Horses

Der Reliant Regal war ein kleiner, dreirädriger PKW, den die Reliant Motor Company in Tamworth (England) von 1952 bis 1973 herstellte. Als leichtes Dreiradfahrzeug durfte der Regal in Großbritannien mit dem Motorradführerschein gefahren werden.

## Beschreibung
Über die Jahre gab es verschiedene Ausführungen: Mark I, Mark II, Mark III, Mark IV, Mark V, Mark VI, 21/E, 3/25 und 3/30.
Die Fahrzeughöhe war 1958 mit 1370 mm und 1970 mit 1450 mm angegeben.

## Kulturelle Rezeption
Die Reliant-Dreiradfahrzeuge nehmen in der Kultur Großbritanniens einen besonderen Platz als Symbole britischer Exzentrizität ein. Der bekannteste Regal ist der berühmte Lieferwagen, der Del Boy und Rodney Trotter in der langjährig von der BBC ausgestrahlten Sitcom Only Fools and Horses gehört. Der Lieferwagen wird oft und falsch als Robin bezeichnet, tatsächlich handelt es sich aber um einen Regal Supervan. Trotters originaler Lieferwagen ist heute im Cars-of-the-Stars-Motormuseum ausgestellt, während eines der beiden Ersatzautos 2007 für über 44.000 £ an den bekannten britischen Boxer Ricky Hatton verkauft wurde.
In der Comedyserie Mr. Bean kommt der Titelheld öfter mit einem hellblauen Regal Supervan III in Konflikt, der von ihm umgeworfen, angefahren oder aus der Parklücke geschoben wird. Verschiedene Wagen wurden für die Mr.-Bean-Serie benutzt; zumindest einer dieser Wagen wurde später verschrottet.
Im Animationsfilm Cars 2 basiert die Figur Tomber auf einem Regal.